# Pochylnia Lewej Nogi Baby
Pochylnia Lewej Nogi Baby, Schronisko Babie Nogi – jaskinia w skałach Dudnik we wsi Podlesice w województwie śląskim, powiecie zawierciańskim, w gminie Kroczyce. Pod względem geograficznym jest to obszar Wyżyny Ryczowskiej, będącej częścią Wyżyny Częstochowskiej w obrębie Wyżyny Krakowsko-Częstochowskiej.

## Opis obiektu
Znajduje się w północnej części skał Dudnika, zaraz po lewej stronie dobrze widocznego, dużego Komina Prawej Nogi Baby. Jaskinia ma postać bardzo stromej pochylni, prawie pionowej studni. Możliwe jest jej zwiedzenie bez liny, istnieje jednak ryzyko odpadnięcia.
Otwór jaskini znajduje się w niewielkim leju wyrobiskowym u podstawy skały. Dawniej wydobywano tutaj szpat islandzki. Mniej więcej trójkątny lej wyrobiskowy ma bok o długości 2 m. W lewej stronie leja jest ziemna wyrwa łącząca się z jaskinią. Zaraz przy otworze jaskini są dwa progi o wysokości 1 i 1,5 m. Od tego drugiego opada w dół stroma pochylnia z dwoma następnymi progami. W połowie jej długości znajduje się skośnie opadający w dół kaskadowy kominek o długości 4 m, a w końcowej części dwie niewielkie salki.
Jaskinia powstała w wapieniach z jury późnej. W najniższej salce występują polewy i wyjątkowo okazałe grzybki naciekowe. Bogata szata naciekowa występuje także w kominku oraz na ścianach pochylni naprzeciwko kominka. Są to stalaktyty i draperie naciekowe. Namulisko głównie piaszczyste, miejscami z dodatkiem gruzu wapiennego. Jaskinia jest wilgotna, ciemna i ma klimat stabilny, niezależny od zmian w środowisku zewnętrznym.
Jaskinię, wraz z Kominem Prawej Nogi Baby, opisali w 1979 roku K. Mazik i Z. Lorek. Nadali jej nazwę Schronisko Babie Nogi. Plan opracowali K. Mazik i J. Zygmunt.

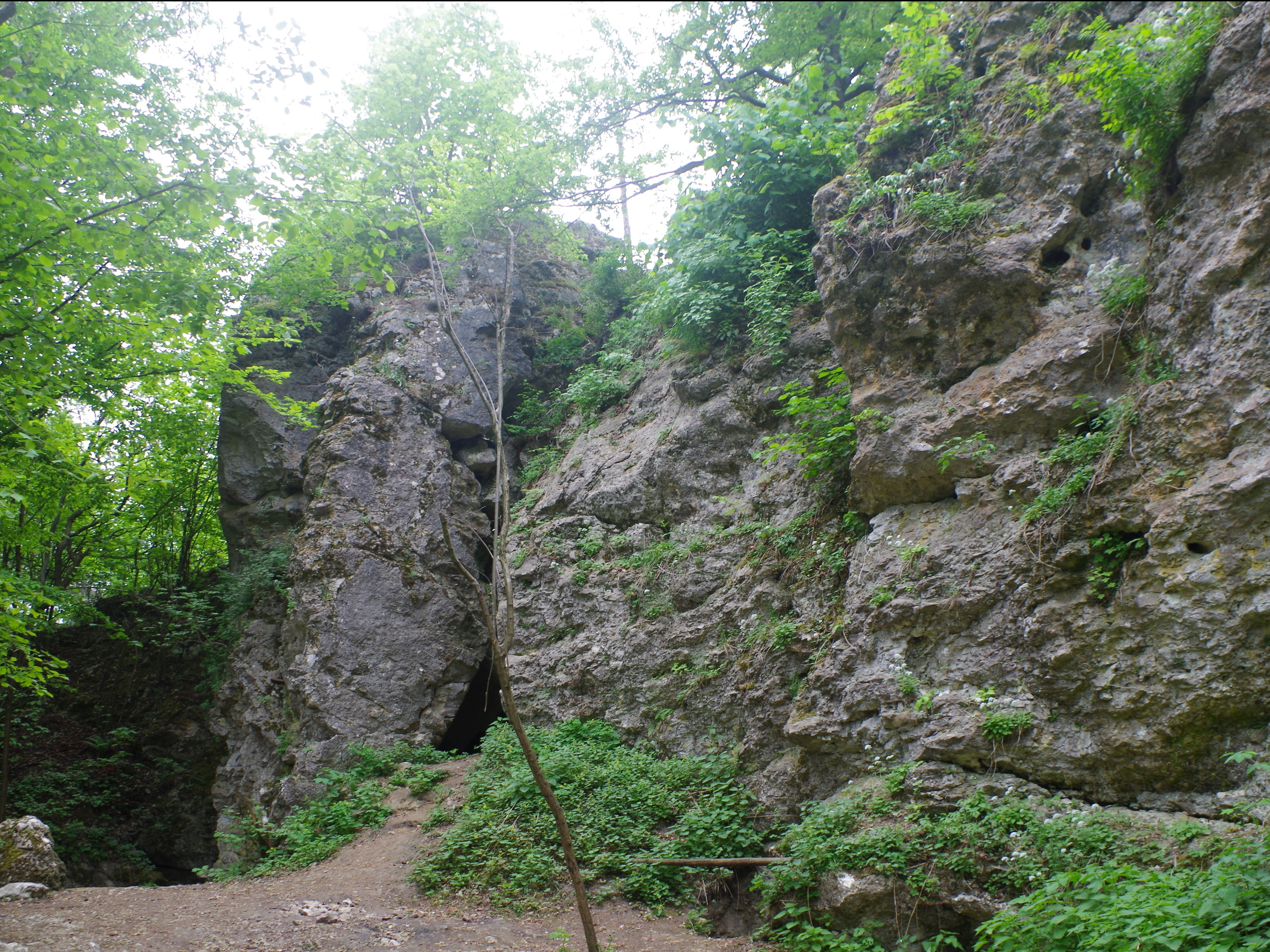
Skała Dudnika z otworem Pochylni Lewej Nogi Baby i Komina Prawej Nogi Baby
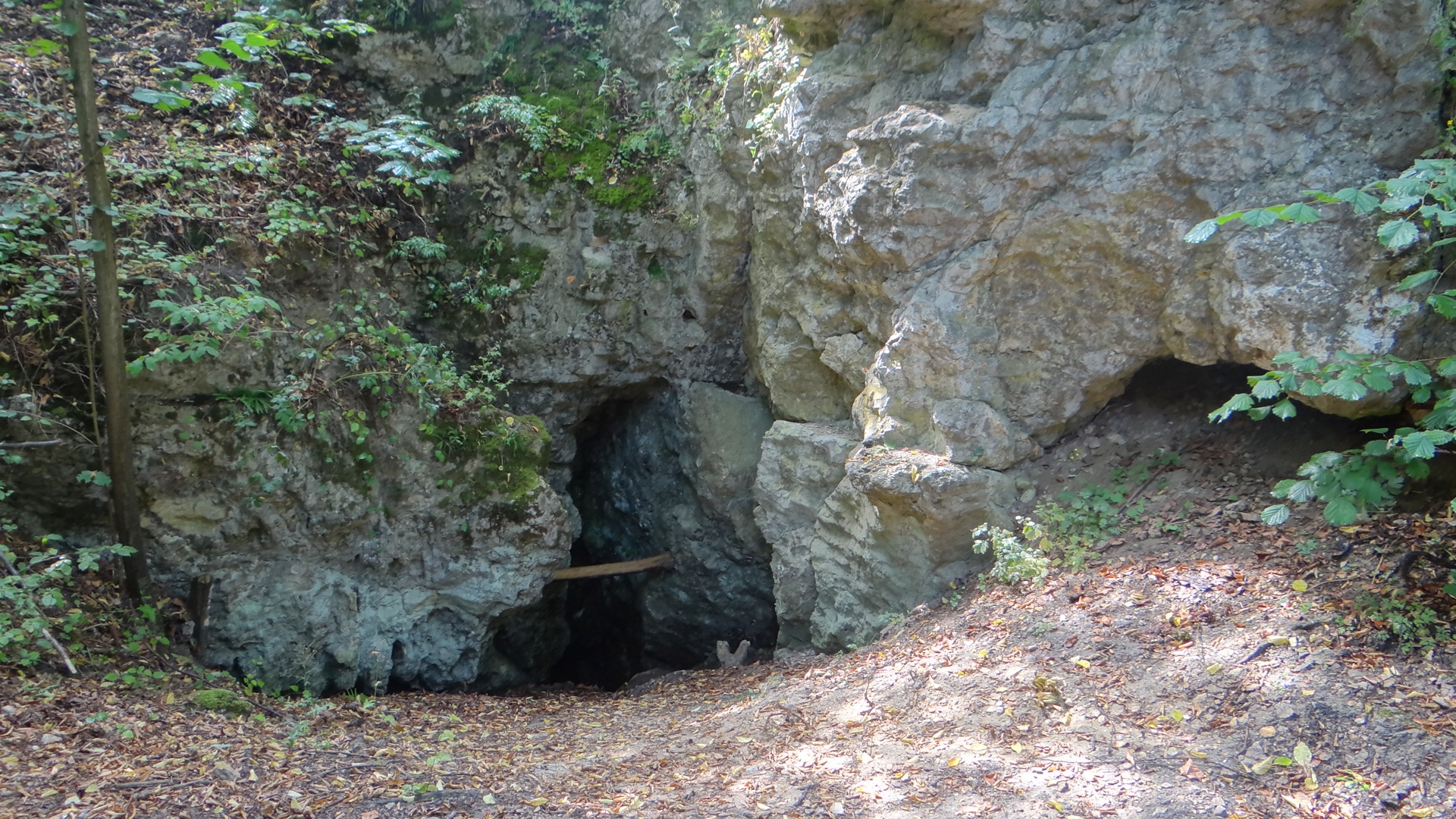
Otwór jaskini i lej wyrobiskowy
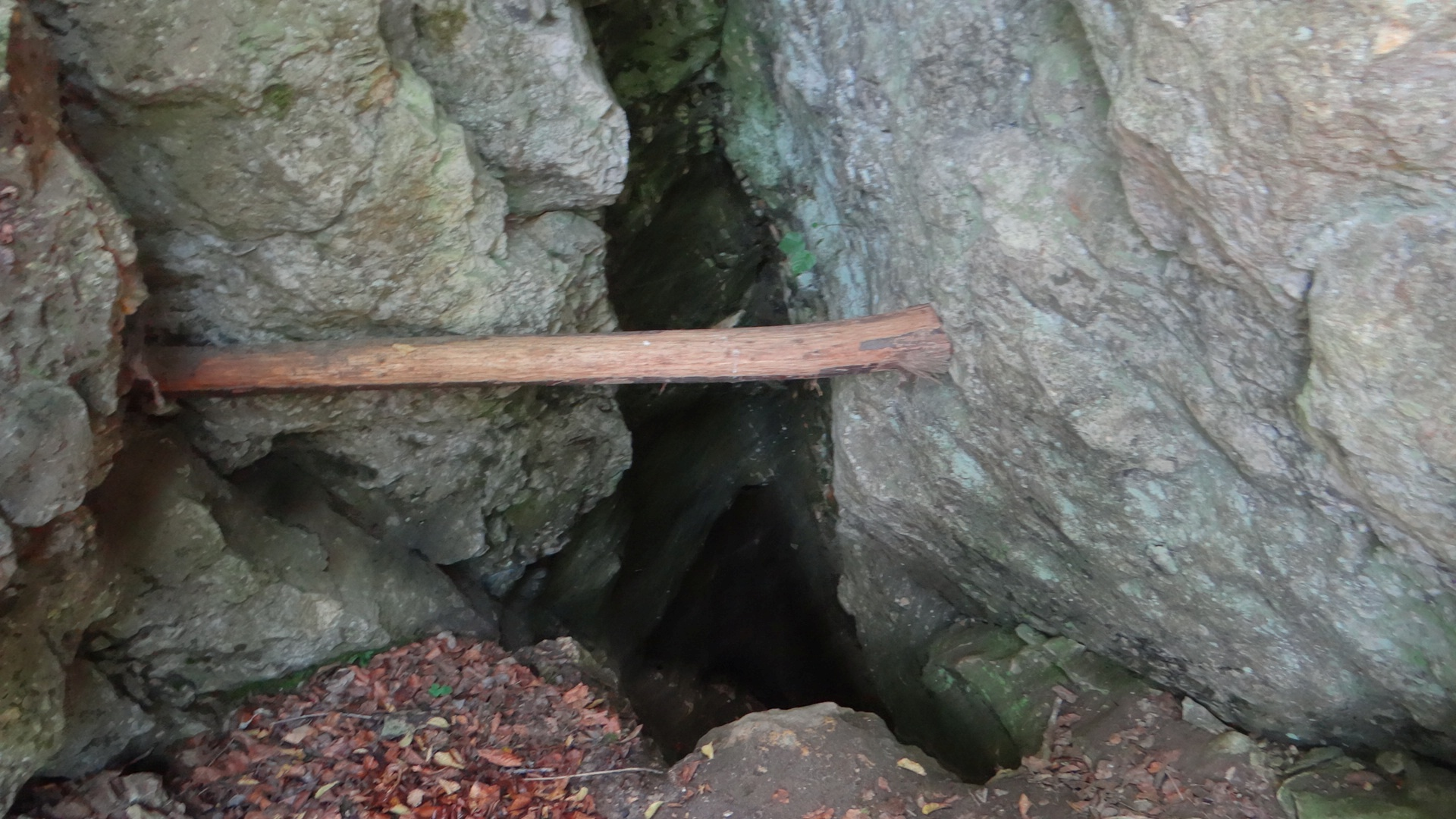
Otwór jaskini z progiem

W skałach Dudnika znajdują się jeszcze: Jaskinia w Dudniku, Jaskinia Zawał, Mała Studnia Szpatowców, Jaskinia między Studniami i Studnia Szpatowców.